# Clemens Haipl
Clemens Eduard Haipl (* 7. Juli 1969 in Wien) ist ein österreichischer Autor,  Schauspieler, Musikproduzent, und Zeichner.

## Karriere
Clemens Haipl wurde am 7. Juli 1969 in Wien als Sohn des Architekten Prof. Wolfgang Haipl geboren.
Haipl schloss die Schule im Jahr 1988 ab und begann Publizistik, Theaterwissenschaften und Psychologie zu studieren. Als Ferialpraktikant bei Walter Schiejok begann seine Karriere beim ORF. In der Folge gestaltete er zahlreiche Radio- und Fernsehsendungen für Ö3, ORF, ProSieben, VIVA und ARTE.
Seit der Gründung des Hörfunksenders FM4 war er dort Autor und Programmgestalter. Ebenfalls moderierte er mit Herbert Leopold Knötzl und vormals Gerald Ralf Votava die FM4-Sendung Projekt X, bzw. Quizmaster auf ServusTV.
Haipl ist Autor der Sendung ohne Namen, Kolumnist, Gründer der Werbeagentur „Schön und Gut“ und zeichnet Cartoons für verschiedene internationale Magazine und Verlage. Des Weiteren ist er Produzent (unter anderem Heinz aus Wien, Didi Bruckmayr, Christian Eigner, Depeche Ambros, Ilsa Gold, Davos, Eva Marold).
Seit 2023 hat Haipl Ausstellungen als bildender Künstler in Wien und Michigan, USA ausgerichtet bzw. gestaltet und präsentiert er u. a. Sendungen und Podcasts für das österreichische Parlament und Ö1.
Außerdem widmet er sich dem Schreiben von Büchern, Drehbüchern, Bühnenstücken und dem Angeln.

## Kabarett-Programme
- 1999 – Projekt X Protest (im Rahmen von Projekt X)
- 2000 – Projekt remiX – Leben (Gerald Votava, Clemens Haipl, Martin Puntigam)
- 2001 – Die Supernacht der Weihnachtsstars (mit Martin Puntigam, Thomas Maurer, Gerald Votava, Dirk Stermann, bzw. Oliver Baier & Hosea Ratschiller)
- 2004 – Meet & Greet (mit Martin Puntigam)
- 2010 – Unschuldsvermutung (Rabenhof Theater)
- 2015 – Weltrekord in Busen (mit Rudolf Ehrenreich)
- 2015 – Dackeln im Sturm (mit Herbert Knötzl)
- 2019 – 2 sind nicht zu bremsen (mit Herbert Knötzl)
- 2021 – Unterhaltung mit Haltung (solo)

## Bücher
- Die 100.000 wichtigsten Österreicher der Welt. Czernin Verlag, Wien 2001, ISBN 3-7076-0118-8.
- Ich scheiß mich an. Kolumnen & Zeichnungen. echomedia Verlag, Wien 2008, ISBN 978-3-902672-00-1.
- Sind wir bald da?: Clemens Haipl sucht den Jakobsweg. Residenz Verlag, Wien 2010, ISBN 978-3-7017-1538-1.
- Good bye Rock’n’Roll. Eine Vätergeschichte in 256 E-Mails. Braumüller Verlag, Wien 2011. ISBN 978-3-99200-021-0.
- Ich scheiß mich (fest) an 2. Kolumnen & Zeichnungen. echomedia Verlag, Wien 2011
- Der Wiener takes it all. Metroverlag, Wien 2014; ISBN 978-3-99300-163-6.
- Meine Kindheit in den Bergen. Holzbaum Verlag, Wien 2014; ISBN 978-3-9503508-8-3.
- Fifty Shades of Wien. Metroverlag, Wien 2015; ISBN 978-3-99300-209-1.

## Filme/TV
- 1994: Montevideo (TV-Serie, ORF/3-Sat, Regie: Stefan Ruzowitzky)
- 1996: Tempo (Regie: Stefan Ruzowitzky)
- 1998–1999: Projekt X (TV-Serie, ORF Kunststücke/3-Sat)
- 2000: Ternitz, Tennessee (Regie: Mirjam Unger)
- 2001: Projekt PR (TV-Serie, ORF Kunststücke)
- 2004: Bar jeder Kultur (TV-Serie, ORF Kultur/3-Sat, Regie: Günter Kaindlstorfer)
- 2005: Dorfers Donnerstalk (TV-Serie ORF, Regie: David Schalko)
- 2008: Der Täter (Regie: Michael Kreihsl)
- 2015: Quizmaster (ServusTV)[5]
- 2020: Alltag im Lockdown (Online Satire)
- 2020: Wie Wirr (TV Comedy)

## Musik, Produktion (Auswahl)
- 2009: MAM Babyartikel Werbemusik
- 2014: Universal Music Group Depeche Ambros
- 2019: Sharon Next (Multiinstrumentalist und Livemitglied)
- 2024: SISI7 (Album mit Eva Maria Marold)
- 2025: Davos, ruin / grado (Timezone Records)

## Ausstellungen
- 2014: Mini(N)aturmaschinen/Viertelfestival Niederösterreich
- 2015: Weg des Durchbruchs/Viertelfestival Niederösterreich
- 2022: why be normal, Boxfactory, St Joseph, MI
- 2024: room for thoughts, Kabarett Niedermair Wien

## Auszeichnungen
- 1995 – Romy Monte Video/Regie: Stefan Ruzowitzky
- 1998 – Romy für Projekt X
- 2001 – Salzburger Stier als Mitglied der Kabarettgruppe Projekt X
- 2003 – Romy für Sendung ohne Namen
- 2004 – Österreichischer Kleinkunstpreis  gemeinsam mit Martin Puntigam